# Anna Kazarnovskaia
Anna Kazarnovskaïa (en russe : Анна Казарновская) est une taekwondoïste russe, vice-championne du monde de taekwondo en 2021.

## Biographie
Anna Kazarnovskaia est médaillée d'argent dans la catégorie des moins de 49 kg aux Championnats du monde féminins de taekwondo 2021 à Riyad, s'inclinant en finale face à la Russe Galina Medvedeva.